# Drève de l'Infante
La drève de l'Infante est une voie bruxelloise de la commune d'Uccle.

## Situation et accès
C'est une drève située dans la forêt de Soignes qui part de la drève du Caporal pour finir sa course drève des Bonniers.. 

## Bâtiments remarquables et lieux de mémoire
Memorial 22/03 est un monument qui a été érigé en hommage aux victimes du 22 mars 2016 à Bruxelles. Le concepteur du mémorial est le paysagiste belge Bas Smets.